# Giljarovia turcica
Giljarovia turcica is een hooiwagen uit de familie aardhooiwagens (Nemastomatidae).